# Acolasis ocellata
Acolasis ocellata är en fjärilsart som beskrevs av Walker 1865. Acolasis ocellata ingår i släktet Acolasis och familjen nattflyn. Inga underarter finns listade i Catalogue of Life.